# Derek Richardson
Derek Richardson (Queensbury, 18 gennaio 1976) è un attore statunitense.

## Biografia
Nasce a Queensbury, città centro-orientale dello stato di New York, ed all'età di sedici anni entra a far parte del College of Film nella Florida State University, studiando recitazione fino al 1996. A partire dal 2000, ottiene ruoli minori in varie serie televisive, tra le quali la decennale Law & Order - I due volti della giustizia e Strangers with Candy. Trasferitosi nel 2002 a Los Angeles alla ricerca di maggiore successo, ottiene un ruolo fisso in due puntate della serie televisiva Felicity, mentre l'anno successivo acquisisce maggiore fama, esordendo nel cinema con la commedia prequel Scemo & più scemo - Iniziò così..., accanto all'amico Eric Christian Olsen.
Nel 2005 ottiene la fortunata parte dell'adolescente Josh nel film horror Hostel, cruda opera del regista Eli Roth, prodotta da Quentin Tarantino. La sua performance nel film gli frutta una nomination agli MTV Movie Awards 2006 come "performance più terrorizzante". Lo stesso ruolo otterrà nel successivo sequel della pellicola, Hostel: Part II. Tra il 2006 e il 2008 ha assunto il ruolo di uno dei protagonisti della serie televisiva Men in Trees - Segnali d'amore, cancellata in Italia a causa dei bassi ascolti.

## Filmografia

### Cinema
- Scemo & più scemo - Iniziò così... (Dumb and Dumberer: When Harry Met Lloyd), regia di Troy Miller (2003)
- Ragazze nel pallone - La rivincita (Bring It on Again), regia di Damon Santostefano (2004)
- Reeker - Tra la vita e la morte (Reeker), regia di Dave Payne (2005)
- Hostel, regia di Eli Roth (2005)
- What Makes Alex Tick, regia di Gideon Shmorak – cortometraggio (2008)
- A Date with Diana, regia di Matthew Cole Weiss – cortometraggio (2010)
- The Power of Few - Il potere dei pochi (The Power of Few), regia di Leone Marucci (2013)
- Home, regia di Franka Potente (2020)
- Reagan - Un presidente sotto i riflettori (Reagan), regia di Sean McNamara (2024)

### Televisione
- Law & Order - I due volti della giustizia (Law & Order) – serie TV, episodi 10x17-10x18 (2000)
- Strangers with Candy – serie TV, episodio 3x01 (2000)
- Felicity – serie TV, episodi 4x13-4x14 (2002)
- Men in Trees - Segnali d'amore (Men in Trees) – serie TV, 36 episodi (2006-2008)
- Dr. House - Medical Division (House, M.D.) – serie TV, episodi 6x01-6x02 (2009)
- Lanny & Wayne - Missione Natale (Prep & Landing), regia di Kevin Deters e Stevie Wermers – special TV (2009) – voce
- La strana coppia (The Good Guys) – serie TV, episodio 1x17 (2010)
- Lanny & Wayne - Operazione Babbo Natale (Prep & Landing Stocking Stuffer: Operation: Secret Santa), regia di Kevin Deters e Stevie Wermers – special TV (2010) – voce
- Who Gets the Parents, regia Mark Cendrowski – film TV (2011)
- Lanny & Wayne - Buoni vs. cattivi (Prep & Landing: Naughty vs. Nice), regia di Kevin Deters e Stevie Wermers – special TV (2011) – voce
- American Horror Story – serie TV, episodio 1x10 (2011)
- Anger Management – serie TV, 100 episodi (2012-2014)
- Psych – serie TV, episodio 6x12 (2012)
- Der Island-Krimi, regia di Till Endemann – miniserie TV (2016)
- Lethal Weapon – serie TV, episodio 2x09 (2017)
- How May We Hate You?, regia di Will Gluck – episodio pilota (2018)
- Home Before Dark – serie TV, episodi 2x09-2x10 (2021)
- Fear the Walking Dead – serie TV, episodio 7x02 (2021)
- Un milione di piccole cose (A Million Little Things) – serie TV, episodio 4x08 (2021)
- The Offer – miniserie TV, puntata 1x01 (2022)
- Welcome to Flatch – serie TV, episodi 2x10-2x11-2x13 (2023)
- High Potential – serie TV, episodio 1x06 (2024)

## Doppiatori italiani
Nelle versioni in italiano delle opere in cui ha recitato, Derek Richardson è stato doppiato da:
- Stefano Crescentini in Hostel, Men in Trees - Segnali d'amore
- David Chevalier in Scemo & più scemo - Iniziò così..., High Potential
- Massimo Di Benedetto in Reeker - Tra la vita e la morte
- Marco Vivio in Dr. House - Medical Division
- Andrea Oldani in Anger Management
- Roberto Certomà in Fear the Walking Dead
- Edoardo Stoppacciaro in The Offer
- Edoardo Lomazzi in Reagan - Un presidente sotto i riflettori